# Ulrich Zwingli
 (avril 2020).
Ulrich Zwingli est un réformateur protestant suisse, né à Wildhaus (dans l'actuel canton de Saint-Gall) le 1er janvier 1484 et mort le 11 octobre 1531 à Kappel am Albis (dans le canton de Zurich), principal artisan de la Réforme protestante à Zurich et, par la suite, en Suisse alémanique.
De formation humaniste, il exerce d'abord comme prêtre catholique dans plusieurs paroisses, dont Glaris et Einsiedeln, où il combattit la mariolâtrie, avant d'acquérir la certitude qu'une réforme générale de l’Église était nécessaire. En 1523, il parvient à faire adopter la Réforme par le canton de Zurich, premier canton à le faire. Très présent dans la société, il est un des principaux artisans des différentes tentatives de gagner la Suisse à la Réforme protestante, y compris par la force militaire face à la résistance des cantons restés catholiques, alliés à l'Autriche, ce qui conduisit à son décès lors de sa défaite à Kappel.
Sa principale originalité théologique a été une remise en cause radicale des sacrements : selon la liturgie qu'il fit mettre en place dès 1523, le baptême était un symbole et la sainte cène, un mémorial, sans présence réelle du Christ. Après l'échec de trois conférences destinées à convaincre les prélats catholiques de réformer l'ensemble de l’Église, toutes les images furent retirées des églises de Zurich par décision du magistrat de Zurich.
Il est, depuis Zurich, à l'origine des Églises réformées de Suisse alémanique. Il est l'une des références historiques du protestantisme libéral.

## Biographie

### Chronologie
- 1502 : s'inscrit à l'université de Bâle, où il obtient les grades de bachelier (1504) et  de maître ès arts (1506)[3]. Il étudie entre autres auprès de Thomas Wyttenbach de Bienne, avec lequel il correspondra plus tard sur la doctrine de la transsubstantiation[4].
- 1506 : achève ses études de théologie et est ordonné prêtre à Constance.
- 1506-1516 : curé de la ville de Glaris. Ses sermons anti-mercenariat ne plaisent pas à la communauté rurale.
- 1516-1518 : chapelain de l'abbaye territoriale d'Einsiedeln (Notre-Dame des Ermites).
- 1512 : comme aumônier militaire des Suisses à la solde du pape, il participe à la bataille de Novare (1513).
- 1513 : apprend le grec ancien.
- 1514 : il rencontre Érasme à Bâle[3]
- 1515 : à nouveau aumônier des troupes suisses, il participe cette fois à la bataille de Marignan, et, interprétant leur lourde défaite comme un signe divin, il mène campagne à son retour contre le mercenariat des Suisses.
- 1516 : rencontre Érasme et l'imprimeur Johann Froben à Bâle.
- Fin 1518 : appelé comme prédicateur de la collégiale de Zurich.
- 1er janvier 1519 : Zwingli prêche pour la première fois à la Grossmünster de Zurich. Marqué par l'épidémie de peste qui décime plus du tiers des habitants de la ville cette année-là[5], il approfondit sa foi et devient peu à peu un authentique réformateur.
- 1519 : devient curé de Zurich.
- 1520 : renonce volontairement à sa pension papale.
- 16 mai 1522 : par la publication de Vermahnung an die zu Schwyz, dass sie sich vor fremden Herren hutend, Zwingli commence à se faire connaitre en dehors de Zurich.
- 1523 : passe définitivement à la Réforme avec la rédaction des 67 thèses (les Schlussreden) qu'il rédige pour participer à la première dispute de Zurich qui se tient le 29 janvier. Dès lors Zwingli va tout faire pour que Zurich devienne une cité réformée.
- 1524 : épouse la veuve Anna Reinhart. Ils auront quatre enfants : Regula, Guillaume, Ulrich et Anna.
- Septembre 1525 : Zurich abolit la messe (Berne l'interdira en 1528, Bâle et Glaris en feront de même en 1529).
- Mars 1526 : le premier culte réformé est célébré. Les moines se dépouillent de leurs habits religieux, la lecture du texte sacré se substitue au chant et les reliques sont abandonnées.
- Mai : Zwingli est excommunié à la suite de la dispute de Baden (canton d'Argovie).
- 1529 : colloque de Marbourg. Sous la présidence du landgrave Philippe Ier de Hesse, Zwingli y rencontre Martin Luther pour faire le point de leurs accords et désaccords sur la doctrine eucharistique.
En juin, première bataille de Kappel. La Réforme, grâce à la Ligue évangélique réunissant les cantons de Berne, Saint-Gall, Bâle et Zurich, et sous l'action de Zwingli, s'étend aux bailliages communs (« alliance combourgeoise ») après la première paix de Kappel.
- Octobre 1531 : les cantons catholiques attaquent les Zurichois et les battent à la 2e bataille de Kappel. Zwingli - aumônier des troupes zurichoises - est tué sur ce champ de bataille le 11 octobre 1531 alors qu'il assiste blessés et mourants.

### Biographie détaillée

#### Naissance et éducation (1484-1506)
Ulrich Zwingli naît le 1er janvier 1484 à Wildhaus dans le Toggenbourg (canton de Saint-Gall). Il a dix frères et sœurs. Son père est un paysan aisé et influent, landamman ou magistrat de sa paroisse qui, connaissant toute l'importance de l'instruction, ne néglige rien pour lui en assurer les avantages. À l'âge de cinq ans, il est confié par ses parents à son oncle et parrain Barthelemy, curé doyen de Wessen depuis 1487. Ce dernier se charge avec zèle de son éducation en lui apprenant la lecture et l'écriture ainsi que les rudiments du latin. Zwingli en puisera les éléments à Berne.[pas clair] Les dominicains, augurant favorablement de ses débuts, cherchent à l'attirer dans leur ordre : mais son père, voulant l'y soustraire, l'envoie se perfectionner à l'université de Vienne en Autriche au semestre d'hiver 1498. Cependant le jeune Zwingli n'y apprend qu'un peu d'astronomie, de physique et de philosophie. Zwingli est exclu de l'université. Deux ans plus tard, on le retrouve à Bâle, où le professeur Thomas Wyttenbach l'encourage à se consacrer à des études de théologie.
De retour dans sa patrie, après une absence de deux ans, il revient une seconde fois à Bâle, où il est bientôt nommé régent. À peine âgé de dix-huit ans, il se livre avec toute l'ardeur d'un jeune homme aux devoirs de sa place ; et il acquiert une connaissance plus profonde des langues qu'il est obligé d'apprendre à ses élèves. Il a une inclination prononcée pour Horace, Salluste, Pline le Jeune, Sénèque, Aristote, Platon et Démosthène, dont la lecture l'occupe nuit et jour, et qui contribuent si puissamment à enrichir ses idées et à polir son style. Il ne néglige pas néanmoins l'étude des sciences nécessaires à l'état auquel il se destine. Il a pour professeur de théologie Thomas Wyttenbach, dont l'enseignement, sans avoir rien d'extraordinaire, s'élève cependant au-dessus des préjugés de ses contemporains. D'autres historiens font l'éloge de la méthode qu'il employait dans l'enseignement, et de la confiance qu'il inspirait à ses disciples. Zwingli gardera de bonnes relations avec ce dernier, dont les nombreuses correspondance amicales en témoignent. Malgré ses études et de son travail assidu, Zwingli ne perd jamais son goût pour la musique dont il perçoit la nécessité en tant que ressource pour reposer l'esprit après un travail fatigant,.

#### Débuts comme curé de la ville de Glaris (1506-1512)
En 1506, il prend le degré de maître des arts, et est promu à la cure de Glaris. Ce bénéfice lui convient assez, parce qu'il le rapproche de ses parents, et parce qu'il est honorable d'être à vingt-deux ans pasteur d'un chef-lieu de canton. L'évêque de Constance lui confère les ordres sans difficulté et souscrit à son installation.

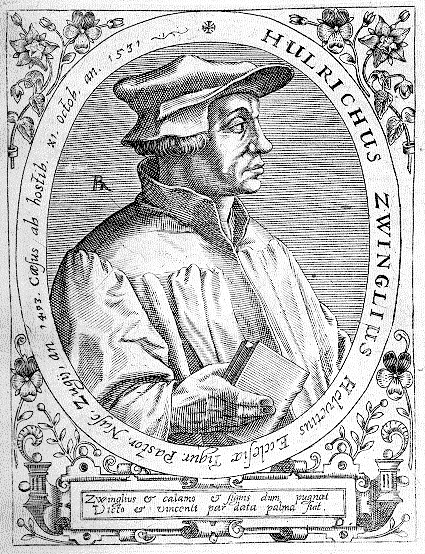
Ulrich Zwingli

Dès ce moment Zwingli croit devoir recommencer ses études théologiques sur un nouveau plan qu'il s'était formé. Après avoir relu les auteurs classiques de l'ancienne Grèce, pour se rendre leur langue familière, et pour en approfondir toutes les beautés, il se livre à l'étude du Nouveau Testament et à la recherche des textes qui servent de fondement aux dogmes catholiques. Il suit la méthode qui consiste à interpréter un passage obscur par un passage analogue plus clair, un mot inusité par des mots plus connus, ayant égard au lieu, au temps ; à l'intention de l'écrivain et à une foule d'autres circonstances qui modifient et changent souvent la signification des mots : II se met ensuite à lire les Pères de l'Église, pour savoir de quelle manière ils avaient entendu les endroits qui lui semblaient obscurs. Ce n'est pas assez pour lui de connaître le sentiment des anciens théologiens ; il veut aussi consulter les modernes, même les écrivains qui avaient été frappés d'anathème, comme John Wyclif et Jan Hus.
Il paraît cependant qu'il se borna d'abord à gémir en secret sur les abus qui déshonoraient le clergé, et qu'il ne se pressa pas de les attaquer de front : le moment favorable n'était pas encore venu, mais il s'avançait à grands pas : gardant sur les articles de foi qui lui déplaisaient le silence le plus absolu, il ne les approuvait ni ne les condamnait.

#### Expérience de la guerre comme aumônier militaire (1512-1515)
En 1512, lorsque 20 000 Suisses marchent à la voix de Jules II, pour secourir l'Italie contre les armées de Louis XII, Zwingli accompagne le contingent de Glaris, en qualité d'aumônier. Le fameux Matthieu Schiner, cardinal évêque de Sion, légat a latere, le charge de distribuer à ses compatriotes les gratifications du pape.
Après la bataille de Novare, où il a été présent, Zwingli retourne dans sa paroisse reprendre ses fonctions pastorales, qu'il quitte de nouveau en 1515 pour marcher avec les Suisses au secours du duc de Milan, attaqué par François Ier, et il est témoin de la bataille de Marignan, aussi fatale à sa patrie que la victoire de Novare lui avait été glorieuse. Zwingli avait prévu ce désastre, et il s'était efforcé de le prévenir dans un discours qu'il adressa aux Suisses à Monza, près de Milan. Zwingli interprète la défaite de Marignan comme une punition divine envers les mercenaires suisses, engagés par des princes étrangers et menant la guerre par appât du gain.
 Le manque d'harmonie entre les chefs dit son historien à l'insubordination des soldats et leur penchant à suivre tour à tour des impulsions opposées, lui faisaient craindre pour eux quelque grand revers dont il aurait désiré de les préserver par ses conseils. Il approuva le refus qu'ils avaient fait d'accéder au traité offert par le roi de France, avant de connaître la volonté de leurs gouvernements, Il donna de grands éloges à leur courage, les conjurant de ne pas se livrer à une sécurité doublement dangereuse, au moment où ils étaient en présence d'un ennemi supérieur en nombre. Il pria les chefs de renoncer à leurs rivalités ; il exhorta les soldats à n'écouter que la voix de leurs officiers, et à ne pas compromettre par une déci marche imprudente leur propre vie et la gloire de leur pays.
Le désastre de Marignan fortifie Zwingli dans son aversion pour toute guerre qui n'est point entreprise dans le dessein de défendre la patrie. Peu de temps après son retour de Milan il est nommé à la cure d'Einsiedeln, autrement Notre-Dame des Ermites, L'austérité de ses principes et la publication de la Fable du bœuf et de quelques autres animaux, contre l'usage barbare des Suisses de se mettre à la solde de l'étranger lui ont fait des ennemis à Glaris, dont il a donc dû s'éloigner.

#### Chapelain de l'abbaye d'Einsiedeln (1516-1519)
Ne pouvant plus y rester sans éprouver des désagréments, il prend possession d'Einsiedeln en 1516. Cette abbaye est alors sous la direction de Théobald, baron de Geroldseck, qui en est administrateur, à cause de l'extrême vieillesse de l'abbé Conrad de Rechberg quoique ce religieux ait plutôt reçu l'éducation d'un soldat que celle d'un moine, il aime les sciences et la régularité, et il veut qu'elles soient en honneur dans son abbaye ; il y appelle Zwingli.
Celui-ci accepte volontiers un poste qui le met en relation directe avec les hommes les plus éclairés de la Suisse. Tout son temps est employé à l'étude ou à l'accomplissement de ses devoirs. Il débute dans la carrière de la réformation en conseillant à l'administrateur d'effacer l'inscription placée au-dessus de la principale porte de l'abbaye : Ici l'on obtient rémission plénière de tous les péchés, et de faire enterrer les reliques, objets de la dévotion superstitieuse des pèlerins. Il introduit ensuite quelques changements dans la discipline d'un couvent de femmes qui est sous sa direction.
Bientôt il écrit à Hugues de (Hohen-) Landenberg (de) (en), évêque de Constance, pour l'engager à supprimer dans son diocèse une foule de pratiques puériles et ridicules, qui peuvent entraîner des maux sans remède. Il développe les mêmes idées dans un entretien avec le cardinal de Sion, et lui fait sentir la nécessité d'une réforme générale. La chose n'est pas difficile.
Jusque-là Zwingli ne s'était guère communiqué qu'à ses amis ou à des hommes dont il connaissait la droiture. Le jour où il doit commencer la prédication de ce qu'il appelle le pur Évangile ne tarde pas à luire. C'est le jour même où l'on célèbre la fête de la consécration de l'église d'Einsiedeln par les anges. Au milieu d'une nombreuse assemblée que la solennité a attirée, il monte en chaire et prononce le discours d'usage tous les sept ans. Après un exorde plein de chaleur et d'onction, qui a disposé les auditeurs à une attention soutenue, il passe aux motifs qui les réunissent dans cette église, déplore leur aveuglement sur les moyens qu'ils emploient pour plaire à Dieu
Ce discours produit un effet étonnant : quelques auditeurs sont scandalisés d'une pareille doctrine, tandis que le plus grand nombre donne les marques les moins équivoques de son assentiment. On dit même que quelques pèlerins remportent leurs offrandes, ne croyant pas devoir contribuer au luxe qui est étalé dans l'abbaye de Notre-Dame des Ermites. Ces circonstances excitent l'animosité des moines contre celui qui diminue ainsi leurs revenus.
Cependant, il ne paraît pas que les supérieurs aient été irrités de sa conduite, puisque le pape Léon X lui fait remettre, vers la même époque, par le nonce Pucci, un bref apostolique dans lequel Zwingli est revêtu du titre de chapelain du Saint-Siège, et gratifié d'une pension. Le sermon du réformateur est prononcé dans le courant de 1518, suivant ses historiens, d'où il suit qu'il devança Luther d'un an dans ses prédications, et que quand bien même la prédication des indulgences n'aurait point occasionné l'explosion, elle eût éclaté infailliblement d'elle-même à la première occasion qui se serait présentée.

#### Curé de Zurich (1519–1521)
Le chapitre de Zurich le nomme curé de cette ville, à la sollicitation de ses partisans. Il s'y rend vers la fin de l'année, et peu de jours après son arrivée, il paraît devant le chapitre, déclare qu'il abandonnera, dans ses discours, l'ordre des leçons dominicales, qui avait été suivi depuis Charlemagne, et qu'il expliquera sans interruption tous les livres du Nouveau Testament.
Il promet aussi de n'avoir en vue que la gloire de Dieu, l'instruction et l'édification des fidèles. Cette déclaration est approuvée par la majorité du chapitre. La minorité la regarde comme une innovation dangereuse. Zwingli répondit aux objections qu'il revenait à l'usage de l'Église primitive, qu'on avait observé jusqu'à Charlemagne ; qu'il se servirait de la méthode employée par les Pères de l'Église dans leurs homélies, et qu'avec l'assistance divine, il espérait prêcher de manière qu'aucun partisan de la vérité évangélique n'aurait lieu de se plaindre. On peut voir, dès son premier sermon, prononcé le jour de la Circoncision, 1519, qu'il sera fidèle à son plan. Il en est comme de tout ce qu'il a fait jusqu'alors : les uns s'en édifient, les autres s'en scandalisent. Il attaque les pratiques en place avec beaucoup d'aigreur et d'amertume. Il juge sévèrement : il est jugé de même.
Les esprits s'animent ; et il en naît des tempêtes. Du reste, il se fait remarquer par une conduite très régulière. Il fait chasser de la ville par les magistrats toutes les filles publiques. D'août à décembre 1519, Zwingli est malade de la peste. Il compose un chant et décide de vivre seulement de la grâce de Dieu, de lui rendre gloire dans un monde hostile, comme une brebis envoyée « parmi les loups ».
Vers ce temps-là, Léon X envoie le cordelier Bernard Samson dans les treize cantons, pour y prêcher les indulgences, dont le produit est destiné à l'achèvement de la magnifique basilique de Saint-Pierre. Ce religieux éhonté ne craint pas d'user de toutes sortes de supercheries pour tromper ses auditeurs. Il porte l'insolence à un point inconcevable. Quand il paraît en public, il fait crier à haute voix : Laissez approcher d'abord les riches, qui peuvent acheter le pardon de leurs péchés ; après les avoir satisfaits, on écoutera les prières du pauvre. Tant d'excès indignent les plus patients.
L'évêque de Constance défend aux curés de son diocèse de le recevoir dans leurs paroisses. Presque tous obéissent ; mais aucun ne met autant d'ardeur dans son obéissance que le curé de Zurich. Il a prévenu les désirs du prélat : il les a même dépassés. En 1520, Zwingli renonce à la pension qu'il reçoit du Saint-Siège et obtient du conseil de Zurich qu'on prêche purement l'Évangile dans le canton. L'ambition de Charles Quint et de François Ier, qui se disputent la couronne impériale, fournit à Zwingli l'occasion de développer de nouveau ses talents. Les deux compétiteurs s'efforcent d'intéresser la Confédération en leur faveur.
Zwingli est d'avis de garder la plus stricte neutralité ; et il s'en explique ouvertement. Lorsque les deux rivaux se sont déclaré la guerre, Zwingli, qui penche pour la France, détourne le canton de Zurich de se joindre aux autres cantons ; ce qui lui attire la haine des personnages les plus marquants de la confédération, et lui enlève plusieurs partisans dans sa propre paroisse. Bientôt il engage le conseil de Zurich à refuser au pape un secours de troupes que le saint-père demandait pour attaquer le Milanais ; et ce ne est qu'après la promesse formelle d'employer ailleurs les Suisses que Léon X peut obtenir trois mille Zurichois. La sagesse des avis de Zwingli est manifestée par l’événement. Cependant son aversion pour une nouvelle alliance avec François Ier lui fait le plus grand tort dans l'esprit de beaucoup de personnes, qui ne sont pas fâchées de pouvoir confondre dans la même haine ses principes politiques et ses opinions religieuses.

#### Premiers conflits avec Rome (1522-1524)
Le 14 mai 1522, Zwingli adressa une allocution très éloquente aux habitants de Schwyz, que la défaite de la Bicoque, commune à tous les cantons, excepté celui de Zurich, avait portés à réfléchir sur la position fâcheuse dans laquelle ils se trouvaient engagés et sur les moyens d'en sortir.
Quoique cette allocution soit plus conforme aux règles de la morale qu'à celles de la politique, les habitants du canton de Schwyz l'accueillirent favorablement. Ils chargèrent le secrétaire d'État d'exprimer leur reconnaissance à Zwingli ; et peu de temps après ils firent une loi dans leur assemblée générale pour abolir toute alliance et tout subside durant vingt-cinq ans.

##### Sur le carême
Pendant le carême de cette même année 1522, quelques personnes attachées à la nouvelle doctrine avaient enfreint publiquement l'abstinence et le jeûne ; le magistrat les fit mettre en prison, et refusa de les écouter. Zwingli entreprit de les justifier, dans un Traité sur l'observation du carême, qu'il terminait en priant les hommes versés dans l'intelligence des Écritures de le réfuter, s'ils croyaient qu'il avait fait violence au sens de l'Évangile. Cet ouvrage fut comme un manifeste de la part de Zwingli. L'affaire des saucisses, comme elle vint à être connue, jeta l'alarme parmi les ecclésiastiques et tous ceux qui étaient dévoués à l'Église catholique. L'évêque de Constance, pressé par ses propres craintes, et par de nombreuses sollicitations, adressa un mandement à ses diocésains, pour les prémunir contre la séduction. Il écrivit en même temps au conseil de Zurich, qui ne répondit pas de manière à le satisfaire ; et au chapitre de la même ville, qui permit à Zwingli de se défendre par un traité publié le 22 août dans lequel il établissait : que l'Évangile seul est une autorité irrécusable, à laquelle il faut recourir pour terminer les incertitudes, et décider toutes les disputes, et que les décisions de l'Église ne peuvent être obligatoires qu'autant qu'elles sont fondées sur l'Évangile.
Pendant que Zwingli composait ce traité, la diète de Baden ordonna l'arrestation d'un curé de village qui avait prêché la nouvelle doctrine, et le fit transférer dans les prisons de l'évêché de Constance. Le réformateur n'eut pas de peine à voir que les gouvernements des cantons s'opposaient à la propagation de ses opinions. Dans le dessein de les gagner, il leur adressa, en son nom et en celui de neuf de ses amis, un précis de sa doctrine et une prière expresse de laisser libre la prédication de l'Évangile.

##### Sur le célibat des prêtres
Zwingli finissait par demander aux cantons de tolérer le mariage des prêtres, et s'élevait fortement contre les inconvénients du célibat. Il adressa une requête à l'évêque de Constance pour l'engager à se mettre à la tête de la Réforme, et à permettre qu'on démolît avec prudence et précaution ce qui avait été bâti avec témérité. Cette levée de boucliers souleva contre lui les prêtres et les moines, qui le décrièrent et le traitèrent en chaire de luthérien, injure la plus forte que l'on connût alors. Le scandale était à son comble. L'évêque de Constance crut bien faire en interdisant toute espèce de dispute jusqu'à ce qu'un concile général eût prononcé sur les points controversés. Mais il ne fut obéi ni des uns ni des autres ; et les discussions continuèrent avec autant de violence et d'acharnement qu'auparavant.

#### Disputes de Zurich (1523-1524)
Zwingli s'imagina qu'il n'y avait pas de meilleur moyen pour y mettre un terme que de se présenter, dans les premiers jours de 1523, devant le grand conseil et de solliciter un colloque public, où il pût rendre compte de sa doctrine en présence des députés de l'évêque de Constance. Il promit de se rétracter si on lui prouvait qu'il était dans l'erreur ; mais il demanda la protection spéciale du gouvernement, dans le cas où il prouverait que ses adversaires avaient tort. Le grand conseil fit droit à sa demande et adressa, peu de jours après, une circulaire à tous les ecclésiastiques du canton, pour les convoquer dans la maison de ville le lendemain de la fête de Saint-Charlemagne (29 janvier), afin que chacun eût la liberté de désigner publiquement les opinions qu'il regardait comme hérétiques et pût les combattre l'Évangile à la main. Il se réservait le droit de prononcer définitivement sur ce qui serait dit de part et d'autre et de procéder contre quiconque refuserait de se soumettre à sa décision. Aussitôt que cet acte fut devenu public, Zwingli fit paraître soixante-sept articles qui devaient être soumis au colloque : il y en avait de très raisonnables.

##### Première Dispute (janvier 1523)
Au jour fixé [29 janvier 1523], le colloque ouvrit ses séances. L'évêque de Constance y était représenté par Jean Faber, son grand vicaire, et par d'autres théologiens ; le clergé du canton avait à sa tête Zwingli et ses amis. Il y avait en tout près de six cents personnes. Le bourgmestre de Zurich exposa le but de la convocation et exhorta les assistants à manifester leurs sentiments sans crainte. Le chevalier d'Anweil, intendant de l'évêque, Faber et Zwingli prirent successivement la parole. Celui-ci demanda instamment qu'on le convainquît d'hérésie, s'il en était coupable, en se servant toutefois de la seule autorité de l'Écriture. Le grand vicaire éluda la question, mais insensiblement et par son indiscrétion la dispute s'entama. Zwingli, qui s'exprimait avec beaucoup d'éloquence et de facilité, le poussa vivement ; Faber s'aperçut qu'on l'écoutait avec défaveur et refusa de poursuivre. Alors la séance fut levée, et le conseil ordonna que Zwingli, n'ayant été ni convaincu d'hérésie ni réfuté, continuerait à prêcher l'Évangile comme il l'avait fait, que les pasteurs de Zurich et de son territoire se borneraient à appuyer leur prédication sur l'Écriture sainte, et que des deux côtés on eût à s'abstenir de toute injure personnelle. Cette décision de l'autorité civile en matière de religion irrita les catholiques qui jetèrent les hauts cris ; mais elle assura le triomphe de la réforme qui, dès ce moment, ne cessa de se fortifier de jour en jour par les écrits et les discours de Zwingli.

##### Deuxième Dispute (septembre 1523)
Vers la même époque, le pape Adrien VI lui adressa un bref très flatteur, pour l'engager à maintenir les privilèges du Saint-Siège. Il publia le procès-verbal de la conférence et la défense des soixante-sept articles sous le titre de Areheielèsgli. Cependant rien n'était changé dans le culte, et les offices se faisaient comme par le passé, lorsqu'il parut un écrit très véhément intitulé Jugement de Dieu sur les images. Les têtes ardentes en furent exaltées, et un cordonnier nommé Klaus Hottinger, accompagné de quelques fanatiques, renversa un crucifix élevé à la porte de la ville. Cet homme fut arrêté ; on voulait le punir, mais les avis furent partagés sur la culpabilité. Zwingli lui-même, tout en convenant qu'Hottinger méritait châtiment pour avoir agi sans l'autorisation du magistrat, déclarait formellement que la défense d'adorer les images ne regardait pas moins les chrétiens que les Israélites. Dans cette perplexité, le grand conseil convoqua un nouveau colloque pour examiner si le culte des images était autorisé par l’Évangile et s'il fallait conserver ou abolir la messe. Le 28 octobre 1523, plus de neuf cents personnes des cantons de Schaffhouse, de Saint-Gall et de Zurich se trouvaient réunies dans cette dernière ville ; les autres cantons n'avaient pas voulu s'y rendre. Le colloque dura deux ou trois jours. Zwingli parut avoir entraîné la majorité de l'assemblée ; mais il ne réussit pas à persuader le grand conseil, qui ne prit aucune détermination, par la crainte peut-être de choquer les autres cantons et les évêques qui avaient refusé d'envoyer des députés au colloque.

##### Troisième Dispute (janvier 1524) et progrès de la Réforme à Zurich (1524-1525)
En janvier 1524, il se tint une troisième conférence, qui fut un nouveau triomphe pour le réformateur. L'abolition de la messe en fut le résultat, et désormais le sénat et le peuple de Zurich montrèrent la plus grande déférence aux avis de Zwingli. Ce fait, consigné dans le Musée des protestants célèbres, ne se trouve pas dans la Vie de Zwingli, par Jean Gaspard Hess. Cet historien dit seulement que l'évêque de Constance ayant envoyé au sénat de Zurich une Apologie de la messe et du culte des images, le réformateur y répondit avec tant de solidité que le gouvernement permit d'enlever des églises les statues et les tableaux, que l'on remplaça par des inscriptions tirées des livres saints. Quant à la messe, elle ne fut définitivement supprimée qu'en 1525, le jour de Pâques, où l'on célébra la cène. Il avait été question du célibat ecclésiastique dans la conférence d'octobre 1523 ; Zwingli s'était attaché à prouver qu'il n'a aucun fondement dans le Nouveau Testament : c'était tout pour lui. Le gouvernement de Zurich ne se prononça pas d'une manière expresse sur ce point délicat : il se borna à là simple tolérance du mariage des prêtres.
Zwingli en profita, et le 2 avril 1524, il épousa Anne Reinhart, veuve d'un magistrat, de laquelle il eut quatre enfants : Regula, Wilhelm, Ulrich, et Anna. Dans le même temps, il s'occupa de réformer le chapitre de Zurich, l'abbaye de Fraumünster et les religieux mendiants. Les revenus des communautés supprimées furent employés à la dotation des professeurs de l'université, qu'il organisa avec autant de talent que de sagesse. Nommé recteur du gymnase en 1525, il appela auprès de lui les hommes les plus distingués dans la nouvelle réforme, les Pellican, les Gollinus, et leur confia l'enseignement du grec et de l'hébreu. Les autres chaires furent à peu près aussi bien remplies.

#### Controverse avec les anabaptistes et les luthériens (1525–1529)
Tout allait suivant ses désirs, sans secousses et sans effusion de sang ; il jouissait d'une grande considération quand les divisions intestines de la Réforme vinrent troubler son repos et lui mettre les armes à la main contre ceux mêmes qui, à son exemple, avaient secoué le joug de l'autorité.

##### Conflit puis séparation définitive avec les anabaptistes (1525–1527)
Les chefs du parti des anabaptistes en Suisse, Felix Manz et Conrad Grebel, d'accord avec Thomas Müntzer, s'étaient engagés en présence de Zwingli à ne plus prêcher leurs opinions et lui, de son côté, avait promis de ne point les attaquer publiquement. Les frères manquèrent les premiers à leurs engagements, et le réformateur se crut affranchi des siens. Toute la Suisse retentit des déclamations contre les abus que la Réforme avait laissé subsister et des désirs de les voir disparaître. Les opinions les plus extravagantes furent suivies des crimes les plus atroces. Le gouvernement de Zurich désirait mettre un terme à ce débordement ; il força les anabaptistes d'entrer en conférence avec Zwingli.
Ce moyen valait mieux que la persécution ; mais il n'eut pas le succès qu'on en avait attendu. Deux conférences eurent lieu à différentes reprises ; et, si quelques-uns des plus modérés parmi les anabaptistes se rendirent aux raisonnements de Zwingli, ils n'exercèrent aucune influence sur l'esprit de la multitude, qui persévéra dans ses égarements. Il faut le dire aussi : Zwingli, très louable sous le rapport de la tolérance qu'il professa constamment et sans restriction, ne s'éloignait pas assez des erreurs de l'anabaptisme, ou ne les combattait que par d'autres erreurs aussi répréhensibles, de l'aveu même des protestants.

##### Tentative d'entente avec les luthériens (1525–1529)
Une autre dispute qui tracassa beaucoup Zwingli fut celle qu'il eut à soutenir contre Luther au sujet de la présence de Jésus-Christ dans l'eucharistie. Le réformateur saxon admettait la réalité ; le réformateur de Zurich s'en tenait à la figure. Celui-ci avait consigné sa doctrine dans le Commentaire sur la vraie et la fausse religion, qu'il publia en 1525. Immédiatement après, Œcolampade fit paraître, à Bâle, une Explication des paroles de l'institution de la sainte Cène, suivant les anciens docteurs, dans laquelle il appuyait et défendait les sentiments de son ami.
II fut sensible à Luther de voir, non plus des particuliers, mais des églises entières de la Réforme se soulever contre lui. Il traita d'abord Œcolampade avec assez de ménagement, mais il s'emporta avec beaucoup de violence contre Zwingli et déclara son opinion dangereuse et sacrilège. Celui-ci n'épargna rien pour adoucir l'esprit de Luther, dont il estimait le courage et le talent ; il lui expliqua sa doctrine dans un langage plein de modération ; mais Luther fut inflexible et ne voulut entendre à aucun accommodement. Tout était brouillé dans la Réforme : les uns se prononçaient en faveur du Saxon, et les autres en faveur du Zurichois. Le landgrave de Hesse, qui prévit tous les maux que pouvait entraîner un si grave démêlé, résolut de rapprocher les deux partis, et Marbourg fut choisi pour le lieu de la conférence.
Zwingli s'y rendit en 1529, avec Rodolphe Collinus, Martin Bucer, Hédion et Œcolampade ; Luther avec Mélanchthon, Osiander, Jonas, Agricola et Brentius. Après bien des entretiens particuliers et des contestations publiques, ces théologiens rédigèrent quatorze articles qui contenaient l'exposition des dogmes controversés, et ils les signèrent d'un commun accord. Quant à la présence corporelle dans l'eucharistie, il fut dit que la différence qui divisait les Suisses et les Allemands ne devait pas troubler leur harmonie, ni les empêcher d'exercer, les uns envers les autres, la charité chrétienne, autant que le permettait à chacun sa conscience. Pour sceller la réconciliation des deux partis, le landgrave exigea de Luther et de Zwingli la déclaration qu'ils se regardaient comme frères. Zwingli y consentit sans peine ; mais on ne put arracher de Luther que la promesse de modérer à l'avenir ses expressions lorsqu'il parlerait des Suisses. Zwingli observa religieusement ses engagements, et la paix ne fut troublée qu'après sa mort. Pendant qu'il était en querelle avec Luther, il continuait ses controverses avec les catholiques. Eckius, chancelier d'Ingolstadt, et Jean Faber, grand vicaire de l'évêque de Constance, lui firent proposer, en 1526, une conférence à Baden ; mais, comme il se doutait qu'on lui tendait un piège pour s'emparer de sa personne, il refusa de s'y trouver, et l'événement justifia ses soupçons. Œcolampade lui-même, qui l'avait pressé de s'y rendre, lui écrivit peu de jours après son arrivée à Baden : « Je remercie Dieu de ce que vous n'êtes pas ici. La tournure que prennent les affaires me fait voir clairement que si vous étiez venu nous n'aurions échappé au bûcher ni l'un ni l'autre. »

#### Progression de la Réforme en Suisse sous l'égide de Zwingli (1524-1529)
Pour un article plus général, voir Réforme protestante en Suisse.
Ne pouvant sévir contre sa personne, on condamna sa doctrine et ses écrits ; ce qui ne nuisit point aux progrès de la Réforme. Au commencement de 1528, Berne l'embrassa de la manière la plus solennelle. Une assemblée nombreuse fut convoquée dans cette ville ; Zwingli y assista, d'après l'invitation de Haller, qui avait composé dix thèses sur les points essentiels de la nouvelle doctrine. Elles furent discutées dans dix-huit séances et signées à la fin par la majorité du clergé bernois, comme fondées sur l'Écriture, et autorisées par délibération des magistrats. L'éloquence véhémente de Zwingli brilla dans cette occasion du plus vif éclat et lui acquit l'ascendant le plus marqué. Après ce triomphe, tous ses collègues le regardèrent comme leur chef et leur soutien ; et l'autorité qu'ils lui accordèrent tacitement contribua puissamment à maintenir l'union parmi eux. De retour à Zurich, après trois semaines d'absence, Zwingli y continua ses fonctions de pasteur, de prédicateur, de professeur et d'écrivain avec un zèle et un talent remarquables ; il institua des synodes annuels, composés de tous les pasteurs du canton, et devant lesquels devaient être portées les affaires générales de l'Église. Rien ne se faisait dans le canton, même en matière de législation, qu'il ne fût consulté.
Zwingli était devenu l'oracle des Suisses qui partageaient ses opinions religieuses. Les catholiques, de leur côté, le détestaient autant que les protestants l'estimaient. Ils le regardaient généralement comme un boutefeu et comme la cause des maux de la patrie. Ils persécutaient violemment les partisans des nouvelles idées, qui, à leur tour, ne se montraient ni assez prudents, ni assez réservés. Au milieu de tant de tracasseries, de tant de violations de la liberté de conscience de part et d'autre, il était impossible que la paix se conservât. Elle fut rompue en 1529.

#### Première guerre de Kappel (1529) conclue par une simple trêve (1529-1531)
Pour un article plus général, voir Guerres de Kappel.
Les Suisses s'armèrent et marchèrent les uns contre les autres ; mais, par la sagesse du landaman de Glaris, les deux partis parvinrent à se concilier ; ils signèrent, à Kappel, une trêve qui mit fin aux hostilités, tout en laissant subsister les passions intraitables qui pouvaient les renouveler à chaque instant.
En 1530, Zwingli envoya à la diète d'Augsbourg une confession de foi approuvée de tous les Suisses, et dans laquelle il expliquait nettement que le corps de Jésus-Christ, depuis son ascension, n'était plus que dans le ciel, et ne pouvait être autre part ; qu'à la vérité, il était comme présent dans la cène par la contemplation de la foi, et non pas réellement ni par son essence. Il accompagna sa confession de foi d'une lettre à Charles-Quint, dans laquelle il tient le même langage. La même année, il envoya à François Ier, par son ambassadeur, une autre confession de foi.
Luther ne l'épargna pas sur cet article, pas plus que sur d'autres non moins importants. Cependant la trêve de Kappel am Albis ne dura pas deux ans entiers. Les mêmes causes. produisirent les mêmes effets. Les hostilités n'avaient été que suspendues. Zwingli, dont l'influence était connue de tout le monde, fut accusé de fomenter le fanatisme des protestants et d'attiser le feu de la discorde. Sensible à cette accusation, et ne pouvant supporter l'idée des fléaux qui menaçaient la patrie, il conjura le conseil, dans le mois de juillet 1531, de lui accorder sa retraite.
Le conseil s'y refusa, et Zwingli resta à son poste. La guerre était sur le point d'éclater. Les Zurichois montraient une exigence insatiable, et les catholiques devenaient de plus en plus inflexibles. Zwingli plaidait avec éloquence la cause des victimes d'un zèle trop ardent.

#### Seconde Guerre de Kappel et mort de Zwingli (1531)
Pour un article plus général, voir Guerres de Kappel.
Le 6 octobre de la même année, les cinq cantons publièrent leur manifeste et entrèrent en campagne. Les protestants s'armèrent aussi, et Zwingli reçut du sénat l'ordre de les accompagner. Il obéit. Un pressentiment funeste le tourmentait ; mais il n'en fit pas moins tous ses efforts pour encourager les Zurichois. « Notre cause est bonne, leur dit-il, mais elle est mal défendue. Il m'en coûtera la vie et celle d'un grand nombre d'hommes de bien, qui désiraient rendre à la religion sa simplicité primitive, et à notre patrie ses anciennes mœurs. N'importe : Dieu n'abandonnera pas ses serviteurs ; il viendra à leur secours, lorsque vous croirez tout perdu. Ma confiance repose sur lui seul et non sur les hommes. Je me soumets à sa volonté. » II arriva le 10 à Kappel am Albis avec les siens. Le combat s'engagea vers les trois heures de l'après-midi. Dans les premiers moments de la mêlée, il reçut un coup mortel et tomba sans connaissance. Revenu à lui, il se soulève, croise ses mains sur sa poitrine, fixe ses regards vers le ciel et s'écrie - Qu'importe que je succombe. : ils peuvent bien tuer le corps, mais ils ne peuvent rien sur l'âme.
Quelques soldats catholiques, qui le voient dans cet état, lui demandent s'il veut se confesser ; il fait un signe négatif, mais qu'ils ne comprennent pas. Ils l'exhortent à recommander son âme à la sainte Vierge ; et d'après son refus plus expressif, un d'entre eux lui plonge l'épée dans le cœur, en lui disant : « Meurs donc, hérétique obstiné ! ». Le lendemain, Jean Schonbrunner, qui s'était éloigné de Zurich par attachement pour la religion catholique, ne put s'empêcher de dire en le voyant : « Quelle qu'ait été ta croyance, je sais que tu aimas ta patrie, et que tu fus toujours de bonne foi ; Dieu veuille avoir en paix ton âme ». La soldatesque fut moins tolérante et moins humaine : elle déchira son cadavre, livra ses lambeaux aux flammes et jeta les cendres aux vents. Zwingli avait 47 ans au moment de sa mort.
Bossuet a dit de lui : « C'était un homme hardi, et qui avait plus de feu que de savoir. II y avait beaucoup de netteté dans son discours, et aucun des prétendus réformateurs n'a expliqué ses pensées d'une manière plus précise, plus uniforme et plus suivie : mais aussi aucun ne les a poussées plus loin ni avec autant de hardiesse ». Luther, opposé à Zwingli sur un certain nombre de points dont l'Eucharistie, propose pour Zwingli, non sans provocation, la piquante épitaphe que voici « Celui qui tira l'épée a péri par l'épée. »

#### Les armes de Zwingli
Le casque et l'épée ayant prétendument appartenu au réformateur sont conservés au Musée national suisse à Zurich. Ces objets, qui auraient été des prises de guerre des troupes catholiques à la bataille de Kappel où Zwingli est mort au combat, ont donné lieu à diverses controverses. L’on a notamment pensé que l’épée avait été donnée au réformateur en 1529 par la ville de Strasbourg, pour l’accompagner dans son voyage au colloque de Marbourg. En fait, des investigations récentes ont démontré qu'il n'existait aucune source fiable attestant que cet équipement ait bel et bien appartenu à Zwingli. La plus ancienne mention de l’épée, conservée à l’origine à l’arsenal de Lucerne, ne date que de 1615. Le lien avec Zwingli n’est pas établi, mais cette arme de combat date néanmoins du XVe siècle ou XVIe siècle. Des recherches plus étendues dans les collections d’armes européennes s’avèrent encore nécessaires pour identifier les marques de fabrication, ainsi qu’un écu gravé sur la lame.

## Théologie
En collaborant avec le magistrat (1519), Zwingli aboutit en 1524 à l'abolition de la messe. En 1525, la première communauté anabaptiste naît près de Zurich, fondée par des disciples de Zwingli. Le réformateur zurichois s'était intéressé fin 1518 aux écrits de Martin Luther, peu avant sa prédication au Grossmünster. Il voyait en Luther « un brillant compagnon de route et un courageux précurseur », tout en condamnant plus fermement que lui le culte des saints ou la croyance au purgatoire : sans se limiter au thème de la justification par la foi, Zwingli voulait se ressourcer dans « l'Évangile », selon le principe de l'Écriture seule (sola Scriptura) qu'il appliquait dans sa prédication.

### Influence humaniste
Plus humaniste que bibliste, Zwingli affine progressivement sa théologie à partir de fondements plus philosophiques que Luther. Il s'accorde ainsi des libertés avec le texte biblique qui semblent de prime abord assez peu protestantes, rejetant par exemple l'autorité du livre de l'Apocalypse lors de la dispute de Berne, ou bien écrivant en 1525 « celui qui est né de l'Esprit n'a besoin d'aucun livre. » Mais il réalise toutefois le danger illuministe (Thomas Müntzer est alors en pleine action) et rectifie ce propos dès l'année suivante. En bon logicien, il est convaincu dès le début de la prédestination du fait de l'omnipotence et de l'omniscience divines, mais il pense que les élus ont reçu de plus forts atouts que les autres. Plaçant la Loi, « volonté éternelle de Dieu », au centre de son système, le péché originel lui apparaît d'abord comme une maladie qu'on pourrait guérir et non comme une perversion totale. La théologie de la grâce si essentielle à Luther puis à Calvin lui échappe donc initialement.
Contrairement à Luther qui tendait à conserver toutes les pratiques qu'il ne trouvait pas en contradiction avec la Bible, Zwingli élimine tout ce qui n'est pas expressément biblique.

### Pouvoir temporel, pouvoir spirituel selon Zwingli
Zwingli voit un seul pouvoir qui doit être uni. C'est la différence avec Luther qui voyait le pouvoir divisé en deux parties : 
- temporel (le roi sur Terre) ;
- éternel (Dieu au ciel).

Dans un premier temps, il pense que l'Église doit par tous les moyens (politiques, militaires, etc.), gagner la Confédération suisse à la Réforme. Ce n'est que par la suite qu'il veut gagner l'Allemagne et faire progresser la Réforme jusqu'à Zurich puis la France[Passage contradictoire]. Il rencontre Luther pour mettre sur pied une grande alliance (1520-1529). En 1531 : affrontements entre catholiques et protestants. Zwingli accompagne ses troupes en tant qu'aumônier. Il est blessé puis tué. La Réforme en Suisse arrête son expansion.
Pour lui, l'église visible doit être intégrée dans la société. Le magistrat chrétien avait le droit et la responsabilité de déterminer les formes externes de la vie et du culte ainsi que de gouverner la république chrétienne. Le magistrat travaille avec le « prophète » qui explique et proclame les Écritures pour le bien de toute la communauté.

### Théologie eucharistique
Dans ses premières années à Zurich, il proclame la doctrine mémorialique (symbole de la cène). Il combattait la doctrine luthérienne  de la consubstantiation. Par la suite, Zwingli développa une doctrine de la cène nommée plus tard par Jean Calvin « Présence spirituelle » - à laquelle le réformateur français adhère lui-même.

## Œuvres
Traités :
- 1522 : avril. De la Liberté des mets.
- 1522 : mai. Exhortation contre les enrôlements et les pensions.
- 1522 : juillet. Prière et exhortation amicale en faveur du mariage des prêtres.
- 1522 : De la parole de Dieu. éd J. Courvoisier, Beauchesne, Paris.
- 1523 : De la justice divine et de la justice humaine. éd J. Courvoisier, Beauchesne, Paris.
- 1524 : Le Berger. éd J. Courvoisier, Beauchesne, Paris.
- 1525 : De la vraie et fausse religion, en latin (commentarius de vera et falsa religione)
- 1528 : Deux traités sur le credo. éd J. Courvoisier, Beauchesne, Paris.

Ouvrages :
- 1530 : Fidei Ratio.
- 1531 : Expositio Fidei

Films : 
- 2019 : Le Réformateur

## Publications

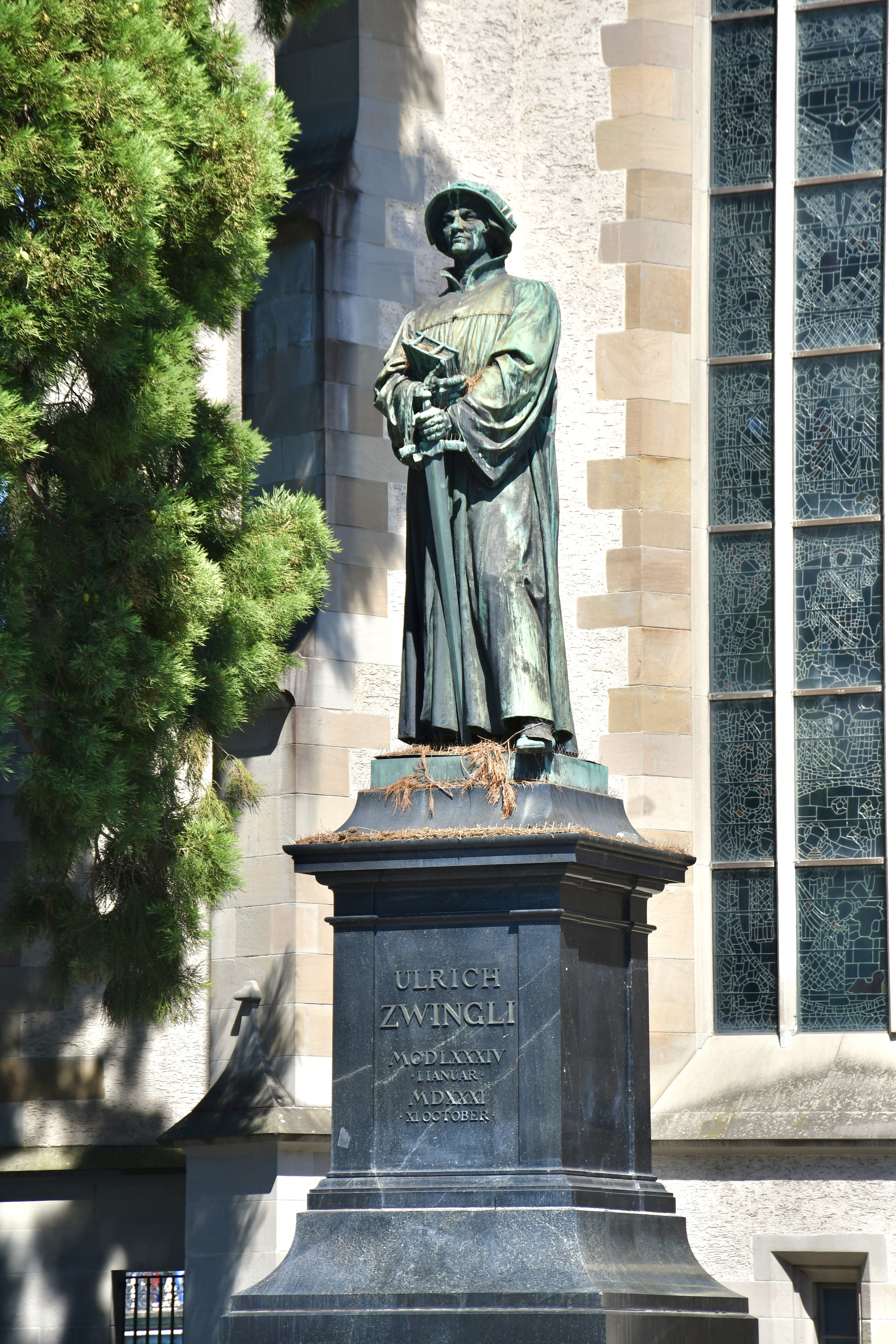
Statue d'Ulrich Zwingli derrière la Grossmünster, à Zurich, 1885.

Zwingli est l'auteur d'ouvrages imprimés en 4 volumes in-fol. publiés à Zurich en 1544-1545 par Rodolphe Gualter qui est l'auteur de la Préface apologétique. Il est également l'auteur de 4 tomes en 3 volumes in-fol. publiés à Zurich en 1581. Les deux premiers tomes renferment ses traités de controverse et des discours, dont quelques-uns avaient été imprimés séparément de son vivant. Le troisième et le quatrième contiennent ses commentaires sur l'Écriture sainte.

## Honneur
L'astéroïde (7908) Zwingli porte son nom.

## Sources et bibliographie

### Principaux ouvrages
- Huldreich Zwingli, Sämtliche Werke, 21 vol., éd. Emil Egli et alii, Berlin, Leipzig, Zurich, depuis 1905, 21 vol. (Corpus Reformatorum, 88-108).
- Huldreich Zwingli, Schriften, 4 vol, éd. Thomas Brunnschweiler et Samuel Lutz, Zurich, 1995, 4 vol.
- Ulrich Zwingli, Deux exhortations à ses confédérés, Genève, Labor et Fides, 1988[29].
- La Foi réformée, 2000, Éditeur / Édition : Bergers et Mages,  (ISBN 2-85304-157-3)- traduction française de Fidei Ratio et de Expositio Fidei, les deux opuscules de la fin de la vie du réformateur.